# Рынков, Вадим Маркович
Вадим Маркович Рынков (род. 5 сентября 1972, Новосибирск, СССР) — российский историк, специалист по  экономической истории России конца XIX — первой четверти XX вв. Доктор исторических наук. Директор Института истории СО РАН (с 2019). 

## Биография
Родился 5 сентября 1972 года в Новосибирске. 
В 1994 году с отличием окончил историческое отделение гуманитарного факультета Новосибирского государственного университета, после чего продолжил обучение в аспирантуре. 
С 1996 года в должностях ассистента, старшего преподавателя, доцента ведёт преподавательскую работу на кафедре отечественной истории гуманитарного факультета (с 2016 года — гуманитарного института) Новосибирского государственного университета. 
В 1997—2019 годах — младший научный сотрудник, научный сотрудник, старший научный сотрудник Института истории СО РАН. В 2001—2005 годах был председателем совета научной молодёжи Института.  
В 1998 году в Новосибирском государственном университете под научным руководством доктора исторических наук, профессора В. И. Шишкина защитил диссертацию на соискание учёной степени кандидата исторических наук по теме «Экономическая политика контрреволюционных правительств Сибири (вторая половина 1918—1919 г.)» (специальность 07.00.02 — Отечественная история). 
С 2003 по 2009 годы заведовал кафедрой гуманитарных дисциплин АНО ВПО «Новый сибирский институт». 
В 2008—2018 годах — доцент кафедры истории и теории государства и права Новосибирского государственного университета экономики и управления. 
В июне 2019 года был назначен на должность директора Института истории СО РАН. На этом посту наладил новые научные контакты с гуманитарными институтами Сибирского, Уральского и Дальневосточного отделений РАН, российскими вузами, архивами, а также научными организациями Казахстана и Монголии. 
В 2021 году в Институте истории и археологии УрО РАН защитил диссертацию на соискание учёной степени доктора исторических наук по теме «Социальная политика антибольшевистских правительств на востоке России (июнь 1918 — октябрь 1922 г.)» (специальность 07.00.02 — Отечественная история).

## Научная деятельность
Является автором 250 научных и научно-популярных публикаций, в том числе 3 индивидуальных и 4 коллективных монографий. Активно занимается подготовкой и изданием документальных источников. Под его руководством Институт истории СО РАН ведёт работу по разработке ряда фундаментальных научных исследований. По инициативе Рынкова Институт ежегодно организует и проводит научные мероприятия международного и всероссийского уровня. 
Специалист по  экономической истории России конца XIX — первой четверти XX вв. Ведёт научные исследования по истории России в период Первой мировой войны, революции 1917 года и Гражданской войны. Внёс значимый вклад в изучение влияния Первой мировой войны на экономику, экономическую и социальную политику антибольшевистских правительств Поволжья, Урала, Сибири и Дальнего Востока. 

## Награды
- Лауреат премии имени академика П. В. Волобуева Научного совета РАН по проблемам российской и мировой истории за научные труды в области экономической истории (2008).

## Научные труды

### Диссертации
- Рынков В. М. Экономическая политика контрреволюционных правительств Сибири (вторая половина 1918—1919 г.): Автореф. дис. ... канд. ист. наук / Новосибирский гос. ун-т — Новосибирск, 1998 — 26 с.
- Рынков В. М. Социальная политика антибольшевистских правительств на востоке России (июнь 1918 — октябрь 1922 г.): Автореф. дис. докт. ист. наук / Институт истории и археологии УрО РАН — Екатеринбург, 2021 — 46 с.

### Монографии
- Рынков В. М. Финансовая политика антибольшевистских правительств востока России (вторая половина 1918 — начало 1920 гг.). Новосибирск, 2006. 212 с.
- Рынков В. М. Аграрные преобразования и сельское хозяйство Сибири в XX веке. Очерки истории / отв. ред. В. А. Ильиных. Новосибирск, 2008. 307 с.
- Рынков В. М. Социальная политика антибольшевистских режимов на востоке России (вторая половина 1918 — 1919 г.). Новосибирск, 2008. 440 с.
- Рынков В. М. Сельское хозяйство Сибири в XX веке: проблемы развития и кризиса / отв. ред. В. А. Ильиных, О. К. Кавцевич. Новосибирск, 2012. 408 с.
- Рынков В. М., Ильиных В. А. Десятилетие потрясений: сельское хозяйство Сибири в 1914—1924 гг. Новосибирск, 2013. 244 с.
- Рынков В. М., Ильиных В. А. Земельные органы Сибири в 1920-е гг. Новосибирск, 2015. 608 с.
- Рынков В. М. Проекты преобразования аграрного строя Сибири в XX в.: выбор путей и методов модернизации / отв. ред. А. А. Николаев. Новосибирск, 2015. 295 с.

### Сборники документов
- Рынков В. М. Земельные органы антибольшевистских правительств в Сибири (июнь 1918 — декабрь 1919 гг.). Новосибирск, 2018. 544 с.